# Robert Ulanowicz
Robert Edward Ulanowicz (ur. 17 września 1943 w Baltimore) – amerykański ekolog teoretyk  polskiego pochodzenia. Profesor na University of Maryland, College Park.

## Publikacje
Ulanowicz jest autorem kilku książek oraz autorem i współautorem ponad trzystu artykułów z dziedziny ekologii teoretycznej i dziedzin pokrewnych, m.in.:
- Ecology, the Ascendent Perspective (Complexity in Ecological Systems), 1997[4]
- Growth and Development – Ecosystems phenomenology, 1986